# Conidiobolus pumilus
Conidiobolus pumilus är en svampart som beskrevs av Drechsler 1955. Conidiobolus pumilus ingår i släktet Conidiobolus och familjen Ancylistaceae.   Inga underarter finns listade i Catalogue of Life.